# Distretto di Andarapa
Il distretto di Andarapa è un distretto del Perù nella provincia di Andahuaylas (regione di Apurímac) con 6.441 abitanti al censimento 2007 dei quali 576 urbani e 5.865 rurali.
È stato istituito il 14 marzo 1941.